# Essence Atkins
Pour les articles homonymes, voir Atkins.
Essence Atkins est une actrice américaine, née le 7 février 1972. Elle a, entre autres, fait des apparitions à la télévision dans les séries Cosby Show, Le Petit Malin et Half and Half.

## Biographie
Atkins commence sa carrière en tant que figurante dans le Cosby Show où elle apparaît à deux reprises. 
Elle joue également dans le pilote de Sauvés par le gong : Les Années lycée (spin-off de Sauvés par le gong). Elle quitte la série après que l'actrice Tiffani Thiessen, qui était dans la série originale, décide de revenir dans le feuilleton. Après le pilote, le rôle d'Essence (Danielle Marks) est effacé de la série en prétextant un changement d'université du personnage.
En 1995, elle décroche un premier rôle dans Under One Roof, la première série noire-américaine en prime time.
De 1997 à 1999, elle joue le rôle de Tasha Yvette Henderson, la grande sœur dans le feuilleton Le Petit Malin.
Par la suite elle joue dans les quatre saisons de Half and Half, dans le rôle de Deirdre Chantal Thorne surnommée Dee Dee.
En 2016, elle est nommée actrice principale du feuilleton Marlon. Après deux saisons, la série est finalement annulée par la NBC.
Depuis juin 2019, elle joue le rôle d'assistante du procureur des États-Unis dans la série Ambitions sur la chaîne Oprah Winfrey Network.

## Filmographie
- 1986 : Cosby Show (série télévisée) saison 3 - épisode 8 : Paula Young
- 1989 : Cosby Show (série télévisée) saison 6 - épisode 3 : Paula Young
- 1991 : Sunday in Paris (TV) de Hugh Wilson : Allison Chase
- 1991 : La Vie de famille (série télévisée) saison 3 - épisode 16 : Becky
- 1993 : Sauvés par le gong : les années lycée (série télévisée) saison 1 - épisode 1 : Danielle Marks
- 1995 : Les Frères Wayans (série télévisée) saison 2 - épisode 12 : Kim
- 1996 : Under One Roof (série télévisée) saison 1 - épisode 1, 2, 3, 4, 5 et 6 : Charlotte 'Charlie' Langston
- 1996 : The Parent 'Hood (série télévisée) saison 2 - épisode 12 : Chantel
- 1996 : Couleur Pacifique (série télévisée) : Julie Tate
- 1997 : Le Petit Malin (série télévisée) : Tasha Yvette Henderson
- 1998 : Les Anges du bonheur (série télévisée) saison 1 - épisode 14 : Rachel
- 1999 : Sabrina, l'apprentie sorcière (série télévisée) saison 4 - épisode 15 et 17 : Marnie
- 2000 : Moesha (série télévisée) saison 5 - épisode 9 : Piper Davis
- 2000 : Sabrina, l'apprentie sorcière (série télévisée) saison 5 - épisode 1 : Marnie
- 2000 : Love Song (en) de Julie Dash : Toni
- 2001 : Nikita Blues de Marc Cayce : Nikita
- 2001 : XCU: Extreme Close Up (en) de Sean S. Cunningham : Tamikah Jones
- 2001 : How High de Jesse Dylan : Jamie
- 2002 : Pour le meilleur (série télévisée) saison 5 - épisode 17 : Genesis
- 2002 - 2006 : Half and Half (série télévisée) : Dee Dee Thorne
- 2003 : Deliver Us from Eva de Gary Hardwick : Kareenah
- 2005 : Love, Inc. (série télévisée) saison 1 - épisode 3 : Renee
- 2007 : La Classe (The Class) (série télévisée) saison 1 - épisode 14 : Melanie Deacon
- 2007 : Love... & Other 4 Letter Words de Steven Ayromlooi : Roxanne
- 2007 : Dr House (série télévisée) saison 4 - épisode 2 : Captain Greta Cooper
- 2008 : Love for Sale de Russ Parr : Candace
- 2009 : Dance Movie de Damien Wayans : Charity
- 2010 : N-Secure de David M. Matthews : Robin Joyner
- 2010 - 2012 : Ma femme, ses enfants et moi (Are We There Yet?) (série télévisée) : Suzanne Kingston
- 2011 : Tyler Perry's House of Payne (série télévisée) saison 7 - épisode 4 : Monica
- 2013 : Ghost Bastards (Putain de fantôme) (A Haunted House) de Michael Tiddes : Kisha
- 2014 : Ghost Bastards 2 (A Haunted House 2) de Michael Tiddes : Kisha
- 2017 : Marlon (série télévisée) : Ashley Wayne